# Xanadu (pel·lícula)
Xanadu és pel·lícula musical, romàntica i fantàstica. Fou escrita per Richard Christian Danus i Marc Reid Rubel i dirigida per Robert Greenwald.
Les cançons de la pel·lícula que canta l'Olivia Newton-John van ser escrites per John Farrar i les que interpreta l'Electric Light Orchestra són del seu líder, Jeff Lynne. Olivia canta alguns duets amb Cliff Richard, amb The Tubes i amb Gene Kelly.
El títol, Xanadu, és una referència a la discoteca que apareix a la pel·lícula, de nom Xanadú, una ciutat de la Xina que s'esmenta en un poema de Samuel Taylor Coleridge que se cita a la pel·lícula.
La pel·lícula compta amb l'animació de Don Bluth.
El 2007 es va estrenar un musical a Broadway basat en aquest film.

## Argument
Sonny Malone (Michael Beck), pintor de talent empleat en la indústria musical, desespera d'arribar a la notorietat quan coneix la bella Kira (Olivia Newton-John), de la qual s'enamora i que dona un nou impuls a la seva inspiració empenyent-lo a obrir un club nocturn amb el clarinetista Danny McGuire (Gene Kelly). Ignora que Kira és de fet Terpsícore, la musa de la dansa, filla de Zeus i de Mnemòsine, i que el seu amor és impossible...

## Repartiment
- Olivia Newton-John: Kira
- Gene Kelly: Danny McGuire
- Michael Beck: Sonny Malone
- James Sloyan: Simpson
- Mickey McMeel: el comptable
- Carol Browne: Hera (veu off)
- Wilfrid Hyde-White: Zeus (veu off)
- Dimitra Arliss: Helen
- Katie Hanley: Sandra
- Fred McCarren: Richie
- Ren Woods: Jo
- Aharon Ipalé: el fotògraf
- Jo Ann Harris: Una cantant

## Al voltant de la pel·lícula
Concebuda per aprofitar l'onada « disco roller » i l'èxit d'Olivia Newton-John en Grease, Xanadu ha vist com la dotaven d'un pressupost elevat (20 milions de dòlars) però ha patit un guió mediocre, inspirat de diverses pel·lícules més antigues (sobretot La deessa de la dansa, 1947, amb Rita Hayworth) i  del qual Olivia Newton-John assegura que no estava totalment escrit quan el rodatge va començar. La realització pateix una terrible manca de cura: mal calibrat de les escenes, falsos raccords, poca traça dels dos actors principals amb patins a rodes. Alguns decorats i efectes visuals (efectes especials, transicions) no tenen ambició. L'entrada del club nocturn Xanadu repeteix l'arquitectura de l' Auditorium Pan-Pacific. L'interior de la discoteca va ser rodat en l'Stage 4 del Hollywood Center Studios (1040 N. Las Palmas Avenue, Hollywood).
La rebuda de la pel·lícula va ser catastròfica. La seva banda original, al contrari, va arribar al cim de les vendes de l'època (la cançó Magic serà número 1 de vendes). Xanadu és l'última pel·lícula en la qual Gene Kelly va tenir un paper important — paper que sembla que només va acceptar perquè el rodatge es desenvolupava a alguns passos de casa seva. Aquesta pel·lícula ha  compromès la carrera d'actriu d'Olivia Newton-John a qui mai més li van proposar un paper d'aquesta importància llevat de Two of ha Kind amb Travolta. Michael Beck, descobert l'any precedent amb la pel·lícula Els amos de la nit, també va  declarar que la seva participació a Xanadu li havia tancat moltes portes, professionalment parlant.